# 安国梁
安国梁（1936年11月—），男，江苏无锡人，中国中外文学研究专家，郑州大学文学系教授，河南省外国文学与比较文学学会理事。主要从事欧美文学及比较文学的教学工作，研究领域涉及欧美文学、比较文学、俄罗斯文学、中国古典文学及文化。其对于托尔斯泰的文字和思想都有比较深入的了解。

## 生平
1960年，安国梁毕业于华东师范大学中文系。同年，到郑州大学中文系（现文学院）任教，并长期担任外国文学教研室主任。
1993年，安国梁正式升级为教授。

## 著作[3]

### 著译集
- 《<聊斋>释真》，中州古籍出版社，1993
- 《<千金记>评注》（与张秀华合作），吉林人民出版社，2001
- 《<节侠记>评注》（与张秀华合作），吉林人民出版社，2001（两书为《六十种曲》评注之两种）
- 《莎士比亚传》（阿尼克斯特著），中国戏剧出版社，1984[4]（该书由海燕出版社于2001年改版）
- 《列夫·托尔斯泰传》（什克洛夫斯基著），海燕出版社，2005

### 参与撰写的著作集
- 《马列文论百题》，陕西人民出版社，1983
- 《清诗鉴赏辞典》，重庆出版社，1992
- 《二十世纪世界史》，东方出版社，1994
- 《欧美文学史》，河南人民出版社，1993<
- 《外国文学》（河南教育厅组织编写，副主编），河南教育出版社，1986

## 获奖情况
- 1987年 - 《莎士比亚传》获河南省社联译著三等奖
- 1992年 - 《‘陌生化’手法创造的自觉时代》获河南省教委论文三等奖
- 1993年 - 《<聊斋>释真》获河南省教委专著二等奖
- 2003年 - 《<六十种曲>评注》获国家图书奖